# SNCF B 81500 sorozat
Az SNCF BB 81500 sorozat egy három- vagy négyrészes dízel-villamos motorvonat sorozat. A Bombardier Transportation gyártotta 2004 és 2010 között az SNCF nem-villamosított mellékvonalai számára.

## Állomásítás
- Bordeaux TER Aquitaine (27 vonat: 2011 június 7.)
- Dijon-Perrigny TER Bourgogne (37 vonat: 2011 június 7.)
- Limoges TER Limousin (12 vonat: 2011 június 7.)
- Lyon-Vaise TER Rhône-Alpes (42 vonat: 2011 június 7.)
- Marseille-Blancarde TER Provence-Alpes-Côte-d'Azur (36 vonat: 2011 június 7.)
- Saintes TER Poitou-Charentes (13 vonat: 2011 június 7.)
- Toulouse TER Midi-Pyrénées (18 vonat: 2011 június 7.)

## Képek

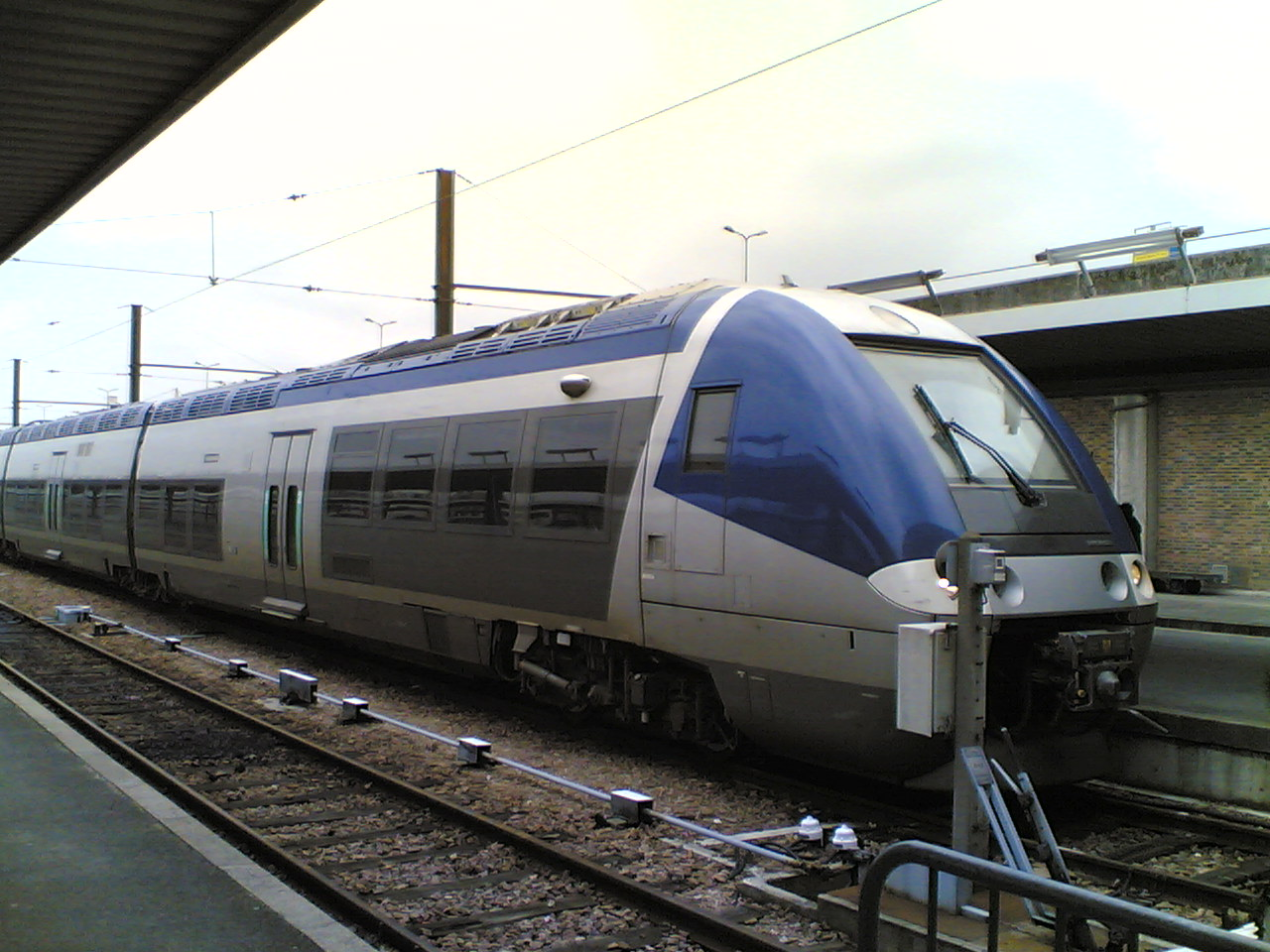
Egy Bombardier AGC B 81500 Párizsban a Gare de Bercy állomáson
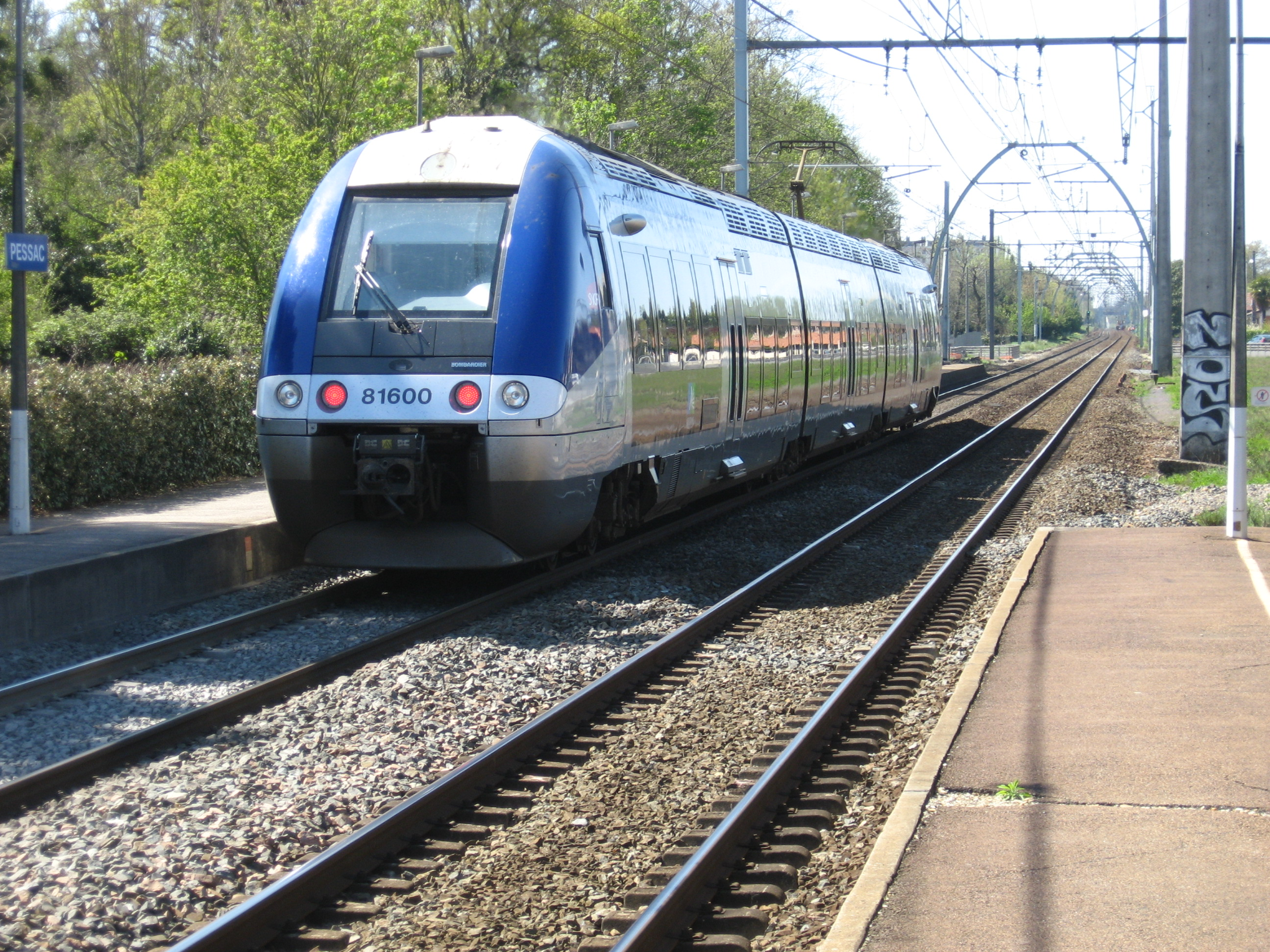
B 81600 Pessac állomáson.
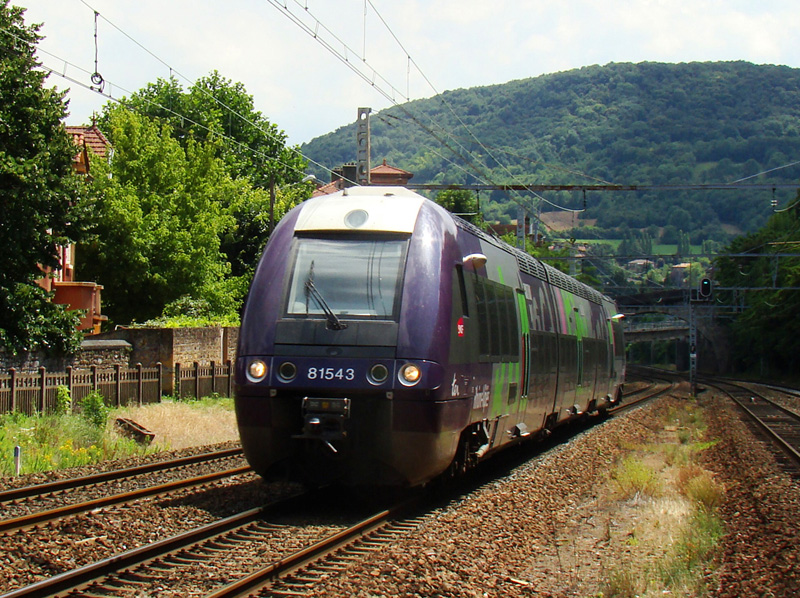
B 81543/81544 Lyon és Saint-Germain között.
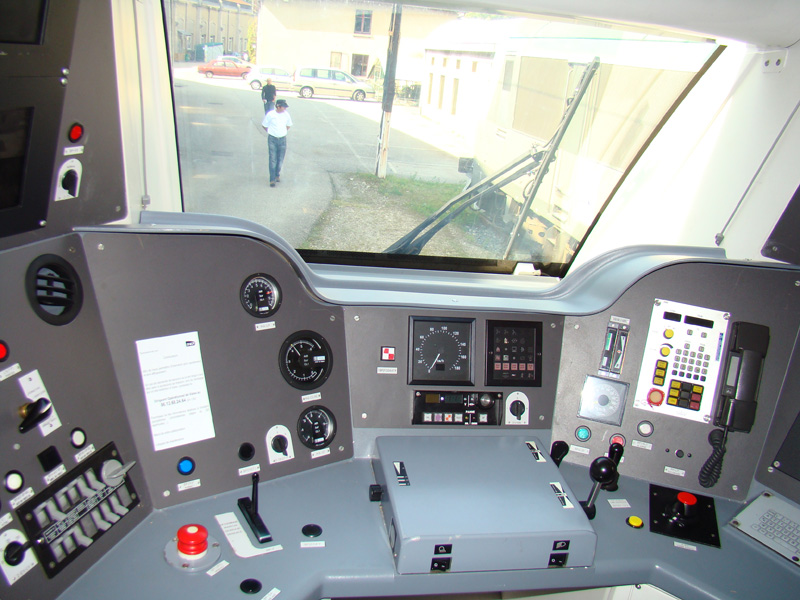
Vezetőállás
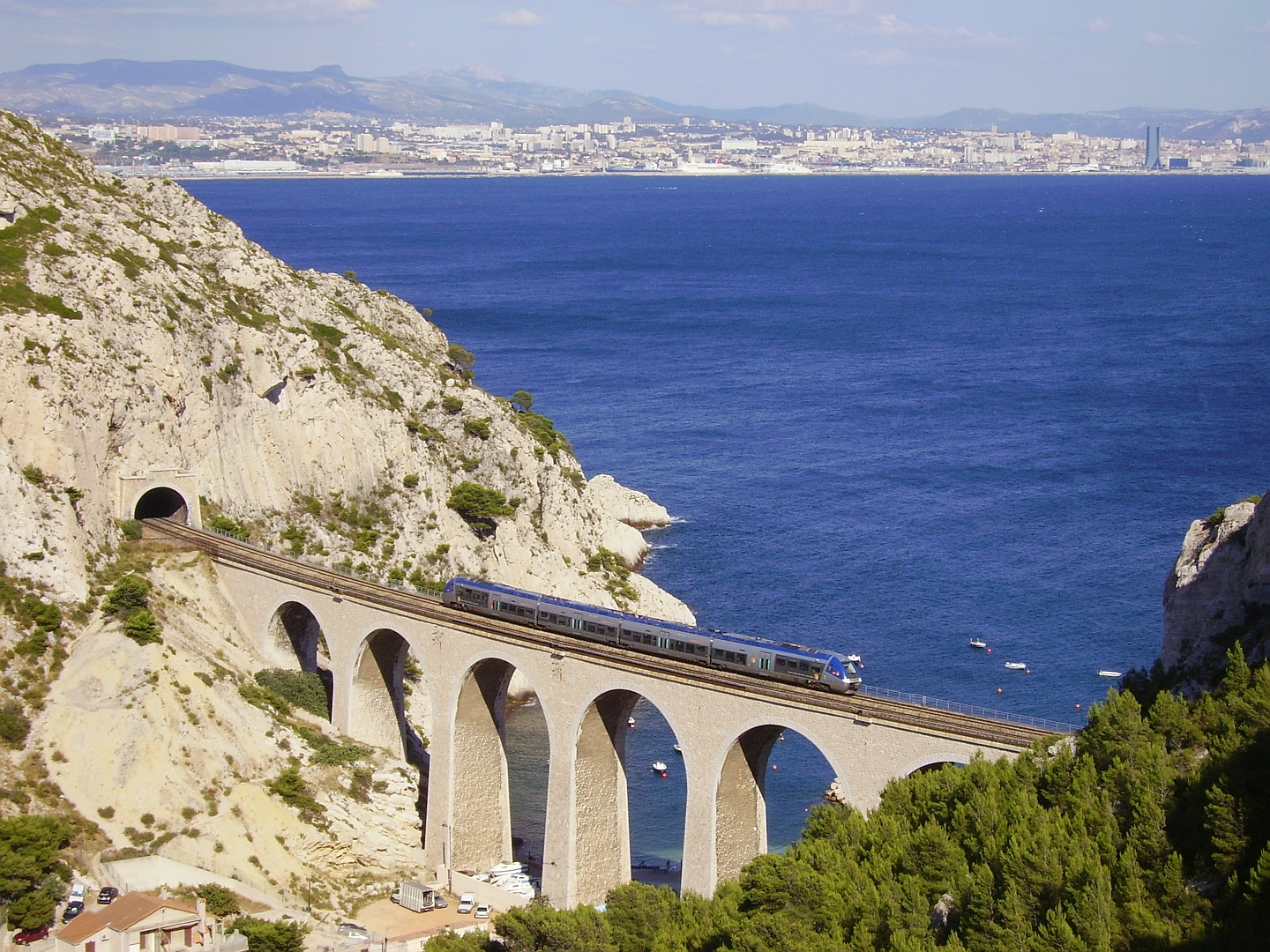
Egy motorvonat halad Marseille felé a Ligne de la Côte Bleue vasútvonalon.